# Romain Faivre
Romain Faivre (Asnières-sur-Seine, 14 de julio de 1998) es un futbolista francés que juega de centrocampista en el AFC Bournemouth de la Premier League.

## Trayectoria
Comenzó su carrera deportiva en el A. S. Monaco, con el que firmó su primer contrato profesional el 12 de febrero de 2018.
Su debut como profesional se produjo el 19 de diciembre de 2018, en un partido de la Copa de la Liga de Francia frente al F. C. Lorient.

### Brest
En 2020 fichó por el Stade Brestois 29 de la Ligue 1. Allí jugó un año y medio hasta su traspaso al Olympique de Lyon el 31 de enero de 2022 a cambio de quince millones de euros más dos variables y un 15% de la plusvalía de una futura venta. Un año después fue prestado al F. C. Lorient hasta el mes de junio por un millón de euros.

## Estadísticas

### Clubes
Actualizado al último partido disputado el 2 de noviembre de 2024.
| Club                          | Div.          | Temporada     | Liga  | Liga  | Copas nacionales | Copas nacionales | Copas internacionales | Copas internacionales | Total | Total |
| Club                          | Div.          | Temporada     | Part. | Goles | Part.            | Goles            | Part.                 | Goles                 | Part. | Goles |
| ----------------------------- | ------------- | ------------- | ----- | ----- | ---------------- | ---------------- | --------------------- | --------------------- | ----- | ----- |
| Tours F. C. II Francia        | 5.ª           | 2014-15       | 1     | 0     | —                | —                | —                     | —                     | 1     | 0     |
| Tours F. C. II Francia        | 5.ª           | 2015-16       | 3     | 0     | —                | —                | —                     | —                     | 3     | 0     |
| Tours F. C. II Francia        | 5.ª           | 2016-17       | 8     | 1     | —                | —                | —                     | —                     | 8     | 1     |
| Tours F. C. II Francia        | Total club    | Total club    | 12    | 1     | 0                | 0                | 0                     | 0                     | 12    | 1     |
| A. S. Monaco F. C. II Francia | 4.ª           | 2017-18       | 20    | 2     | —                | —                | —                     | —                     | 20    | 2     |
| A. S. Monaco F. C. II Francia | 4.ª           | 2018-19       | 21    | 2     | —                | —                | —                     | —                     | 21    | 2     |
| A. S. Monaco F. C. II Francia | 4.ª           | 2019-20       | 21    | 5     | —                | —                | —                     | —                     | 21    | 5     |
| A. S. Monaco F. C. II Francia | Total club    | Total club    | 62    | 9     | 0                | 0                | 0                     | 0                     | 62    | 9     |
| A. S. Monaco F. C. Francia    | 1.ª           | 2018-19       | 1     | 0     | 3                | 0                | 0                     | 0                     | 4     | 0     |
| A. S. Monaco F. C. Francia    | Total club    | Total club    | 1     | 0     | 3                | 0                | 0                     | 0                     | 4     | 0     |
| Stade Brest 29 Francia        | 1.ª           | 2020-21       | 36    | 6     | 1                | 0                | —                     | —                     | 37    | 6     |
| Stade Brest 29 Francia        | 1.ª           | 2021-22       | 21    | 7     | 1                | 1                | —                     | —                     | 22    | 8     |
| Stade Brest 29 Francia        | Total club    | Total club    | 57    | 13    | 2                | 1                | 0                     | 0                     | 59    | 14    |
| Olympique de Lyon Francia     | 1.ª           | 2021-22       | 14    | 3     | 0                | 0                | 4                     | 0                     | 18    | 3     |
| Olympique de Lyon Francia     | 1.ª           | 2022-23       | 10    | 0     | 0                | 0                | —                     | —                     | 10    | 0     |
| Olympique de Lyon Francia     | Total club    | Total club    | 24    | 3     | 0                | 0                | 4                     | 0                     | 28    | 3     |
| F. C. Lorient Francia         | 1.ª           | 2022-23       | 16    | 5     | 1                | 0                | —                     | —                     | 17    | 5     |
| F. C. Lorient Francia         | 1.ª           | 2023-24       | 17    | 5     | 0                | 0                | —                     | —                     | 17    | 5     |
| F. C. Lorient Francia         | Total club    | Total club    | 33    | 10    | 1                | 0                | 0                     | 0                     | 34    | 10    |
| AFC Bournemouth Inglaterra    | 1.ª           | 2023-24       | 5     | 0     | 1                | 0                | —                     | —                     | 6     | 0     |
| AFC Bournemouth Inglaterra    | Total club    | Total club    | 5     | 0     | 1                | 0                | 0                     | 0                     | 6     | 0     |
| Stade Brestois 29 Francia     | 1.ª           | 2024-25       | 8     | 2     | 0                | 0                | 3                     | 0                     | 11    | 2     |
| Stade Brestois 29 Francia     | Total club    | Total club    | 8     | 2     | 0                | 0                | 3                     | 0                     | 11    | 2     |
| Total carrera                 | Total carrera | Total carrera | 202   | 38    | 7                | 1                | 7                     | 0                     | 216   | 39    |